# 李如瑜
李如瑜（1618年—？年），字泑石，河南河南府登封縣（今河南省登封市）人。清朝政治人物。

## 生平
崇禎十六年（1643年），河南補行壬午科鄉試，李如瑜中式第六名舉人。明亡仕清，順治四年（1647年），登進士，工部觀政，授山西臨晉縣知縣。戊子，充本省鄉試同考官。